# 여유 (성가)
여유(呂鮪, ? ~ ?)는 중국 신나라, 후한 초기의 무장이다. 우부풍 진창현 (지금의 바오지시 천창구) 사람이다.
적미가 후한에 항복한 이후에 관중 지역에는 여러 무장들이 할거하고 있었는데, 여유도 그 중 하나로 진창현에 웅거하고 있었다. 그리고 몇몇 무장들과 함께 이웃한 익주에 생긴 성가를 섬겨, 함께 장군이 되고 군사시설을 갖추고 병사를 훈련하며 수십만 군대를 모았으며 한중군에 군량을 두고 그 치소 남정현에 궁을 쌓았다. 후한의 풍이가 연잠 등 다른 관중 군웅들을 무찌르고 굴복시키는 동안, 장안현의 장한(張邯), 패릉현의 장진(蔣震)과 함께 공손술을 섬기고 있었다.
27년, 성가의 황제 공손술이 보낸 장군 이육(李育), 정오(程烏)와 합류해 삼보로 들어가려 했으나, 농서의 외효의 도움을 받은 풍이와 조광(趙匡)에게 격파돼 먼저 정오가 한천으로 달아났고 여유는 정오를 무찌르고 온 풍이에게 이육과 함께 진창에서 대패해 한중으로 달아났다.
35년, 잠팽이 촉으로 쳐들어왔을 때 동료 연잠, 왕원, 공손회 등과 함께 광한·자중에서 잠팽을 저지했다. 그런데 잠팽은 부장 장궁에게 정면을 맡기고 자신은 성군의 배후를 찔러 무양(武陽)을 함락했으며, 이에 광한·자중의 성군은 흔들렸고 이 틈을 탄 장궁의 기습을 받아 대패하고 만여 명이 물에 빠져 죽었다.